# Stenares irroratus
Stenares irroratus is een insect uit de familie van de mierenleeuwen (Myrmeleontidae), die tot de orde netvleugeligen (Neuroptera) behoort. 
Stenares irroratus is voor het eerst wetenschappelijk beschreven door Navás in 1912.